# Черноярское сельское поселение (Пермский край)
Черноя́рское се́льское поселе́ние — упразднённое в 2013 году муниципальное образование в Кишертском районе Пермского края Российской Федерации.

## История
Законом Пермского края от 6 мая 2013 года № 197-ПК, Усть-Кишертское и Чёрноярское сельские поселения преобразованы путём их объединения во вновь образованное муниципальное образование Усть-Кишертское сельское поселение с административным центром в селе Усть-Кишерть.

## Население
| 2000 | 2004 | 2008 | 2009 | 2010 | 2011 | 2012 |
| ---- | ---- | ---- | ---- | ---- | ---- | ---- |
| 748  | ↘726 | ↘658 | ↘636 | ↘499 | ↘498 | ↗523 |
| 2013 |      |      |      |      |      |      |
| ↘515 |      |      |      |      |      |      |

## Состав сельского поселения
Сёла:
- Чёрный Яр

Деревни:
- Мазуевка
- Черноярская Одина
- Женево
- Падуково

## Инфраструктура
В сельском поселении есть основная школа, ФАП, ООО «Возрождение», ООО «Трактор», почтовое отделение.